# Rhein-Sieg Volleys
Die Rhein-Sieg Volleys Much & Buisdorf sind eine Volleyball-Mannschaft aus dem nordrhein-westfälischen Rhein-Sieg-Kreis. Sie wird gemeinschaftlich getragen von den beiden Sportvereinen TSV Much aus der Gemeinde Much und dem TuS Buisdorf aus dem Stadtbezirk Buisdorf der Stadt Sankt Augustin. Seit der Saison 2020/21 spielt die erste Männer-Mannschaft in der dritten Liga West.

## Geschichte
Nach dem Abstieg der ersten Mannschaft des TSV Much aus der Verbandsliga in der Saison 2007/08 tat sich der Verein mit der Volleyball-Abteilung des TV Menden zusammen, um gemeinsam den VC Menden-Much zu gründen. Dieser trat zur nächsten Saison in der Oberliga an und übernahm somit das Startrecht der Mannschaft aus Menden. Im Jahr 2010 trat noch der TuS Buisdorf als weiterer Verein mit seiner Abteilung bei. In der Saison 2017/18 gelang der ersten Männer-Mannschaft schließlich der Aufstieg in die Regionalliga. Ab dem 1. Mai 2019 wurde die Zusammenarbeit von seitens des TV Menden schließlich aufgekündigt, woraufhin die Vereine aus Much und Boisdorf das Startrecht jedoch behielten. Es kam zu diesem Zeitpunkt auch zur Umbenennung in Rhein-Sieg Volleys, um nun nicht mehr einen bestimmten Standort im Namen tragen zu müssen.
Zur Saison 2020/21 steigt die erste Männer-Mannschaft erstmals in die Dritte Liga auf. In der Staffel West kam die Mannschaft nur auf fünf Partien, bevor die Saison aufgrund der COVID-19-Pandemie unterbrochen wurde. Zu diesem Zeitpunkt stand die Mannschaft mit 9 Punkten auf dem vierten Tabellenplatz. Somit spielt das Team auch in der Saison 2021/22 in der dritthöchsten Spielklasse.